# KEH Ersatzkasse
Die KEH Ersatzkasse, früher Krankenkasse Eintracht Heusenstamm, zählte zu den ältesten Krankenkassen Deutschlands. Sie wurde im Jahre 1850 als Krankenkasse „Arbeiter-Eintracht“, noch vor der Bismarckschen Sozialgesetzgebung, in Heusenstamm gegründet.
Bis 1995 konnte nur Mitglied werden, wer in Heusenstamm wohnte oder arbeitete. 1996 wurde die Krankenkasse für Hessen geöffnet, 2000 für Bayern und Thüringen. Zum 1. Januar 2008 fusionierte die KEH, zu diesem Zeitpunkt 76.000 Versicherte, mit der Betriebskrankenkasse Mobil Oil und der Name KEH erlosch.
Die Kasse gehörte zum Arbeiter-Ersatzkassen-Verband.